# Park So-hee
Park So-hee (박소희?, Park So-HeeLR, Park So HeeMR; Gimhae, 24 marzo 1978) è una fumettista sudcoreana.
È diventata famosa in tutto il mondo con la realizzazione del manhwa Gung, tradotto in molte lingue compreso l'italiano.
Si riferisce a se stessa con il nomignolo La bella Park.

## Carriera
Nasce a Gimhae in Corea del Sud e frequenta la scuola superiore locale.
Successivamente si iscrive all'Università di Gongju e si laurea nel dipartimento di arti grafiche con indirizzo manhwa.
Il suo esordio avviene nel 2000 con l'opera breve 영혼결혼식?, Soul WeddingLR con la quale vince il primo premio per artisti emergenti al concorso Seul Munhwasa.
La sua prima opera è Real Purple del 2001 di 3 volumetti a cui segue, l'anno successivo, Gung serializzato sulla rivista Wink e poi raccolto in 28 volumetti Tankōbon.
Gung le dona una grande popolarità in Corea, ma anche all'estero essendo tradotto e pubblicato in diversi altri paesi in Europa e America..
Oltre ai manga di successo scrive anche dōjinshi con tematiche yaoi e anche nei suoi lavori principali inserisce scene che rimandano a questo genere.

## Opere
- Real Purple (2001), 3 volumi
- Gung (2002), 28 volumi
- Salon H (2012), 2 volumi
- Witch Workshop (2015), in corso